# Энхбатын Бадар-Ууган
Энхбатын Бадар-Ууган (монг. Энхбатын Бадар-Ууган, род. 3 июня 1985 года в Улан-Баторе, Монголия) — монгольский боксёр, олимпийский чемпион 2008 года в категории до 54 кг. Один из двух олимпийских чемпионов в истории Монголии (10 днями ранее там же, в Пекине, первое в истории олимпийское золото принёс Монголии дзюдоист Н. Тувшинбаяр).
Серебряный призер чемпионата мира 2007 года в Чикаго. В финале довольно спорно уступил россиянину Сергею Водопьянову всего 2 балла (14-16).
На Олимпийских играх 2008 года стал триумфатором. Золотую медаль в финале оспаривал с кубинцем Янкьель Леоном. Бадар-Ууган уверенно переиграл кубинца (16-5) и стал олимпийским чемпионом, выиграв все 5 боёв на турнире с преимуществом как минимум в 7 ударов.